# Cheswold (Delaware)
|  | Dieser Artikel wurde aufgrund von inhaltlichen Mängeln auf der Qualitätssicherungsseite des Projektes USA eingetragen. Hilf mit, die Qualität dieses Artikels auf ein akzeptables Niveau zu bringen, und beteilige dich an der Diskussion! Eine nähere Beschreibung der zu behebenden Mängel fehlt. |

Cheswold ist eine kleine Stadt im Kent County des Bundesstaats Delaware in den Vereinigten Staaten mit 1.923 Einwohnern (Stand: 2020).
Das Stadtgebiet hat eine Größe von 1,1 km².

## Persönlichkeiten
- Cale Boggs (1909–1993), Politiker (Republikanische Partei)